# ماریو والدرمارین
ماریو والدرمارین (ایتالیایی: Mario Valdemarin؛ ‏ ۳۱ دسامبر ۱۹۳۱ – ۱۲ دسامبر ۲۰۲۳) بازیگر اهل ایتالیا بود.
از فیلم‌ها یا برنامه‌های تلویزیونی که وی در آن نقش داشته است، می‌توان به من، من، من… و دیگران، در آخرین لحظه، آ.آ.آ. ماساژدهنده حرفه‌ای، زیبا، آماده ارائه خدمات…، ستارگان پائین را می‌نگردند، جنگ بزرگ، ساندوکان بزرگ و فیلم پایان شب اشاره کرد. او در ۱۲ دسامبر ۲۰۲۳ به‌دلیل عوارض ناشی از کووید ۱۹ در سن ۹۶ سالگی درگذشت.